# Mantalania longipedunculata
Mantalania longipedunculata là một loài thực vật có hoa trong họ Thiến thảo. Loài này được De Block & A.P.Davis mô tả khoa học đầu tiên năm 2006.